# كوتنا هورا
كوتنا هورا (بالتشيكية: Kutná Hora)‏ هي بلدة في إقليم بوهيميا الوسطى في جمهورية التشيك، وهي مركز مقاطعة كوتنا هورا.
يبلغ عدد سكان هذه البلدة 20,349 حسب إحصاء في سنة 2014.

## توأمة
لكوتنا هورا اتفاقيات توأمة مع كل من:
- رانس
- إيغر
- تارنوفسكي غوري

## معرض الصور

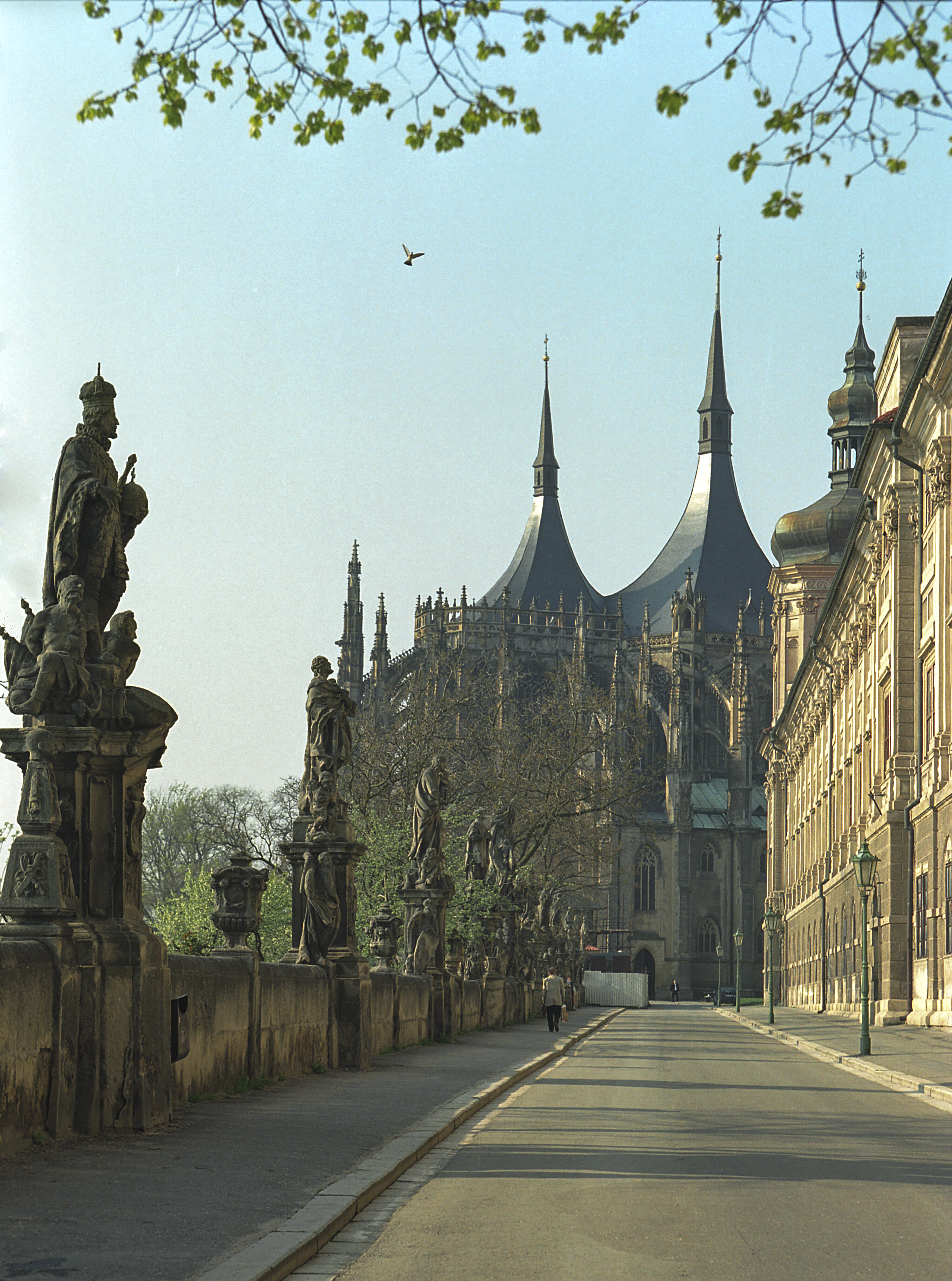
شارع سانت باربرا على طول الكلية اليسوعية
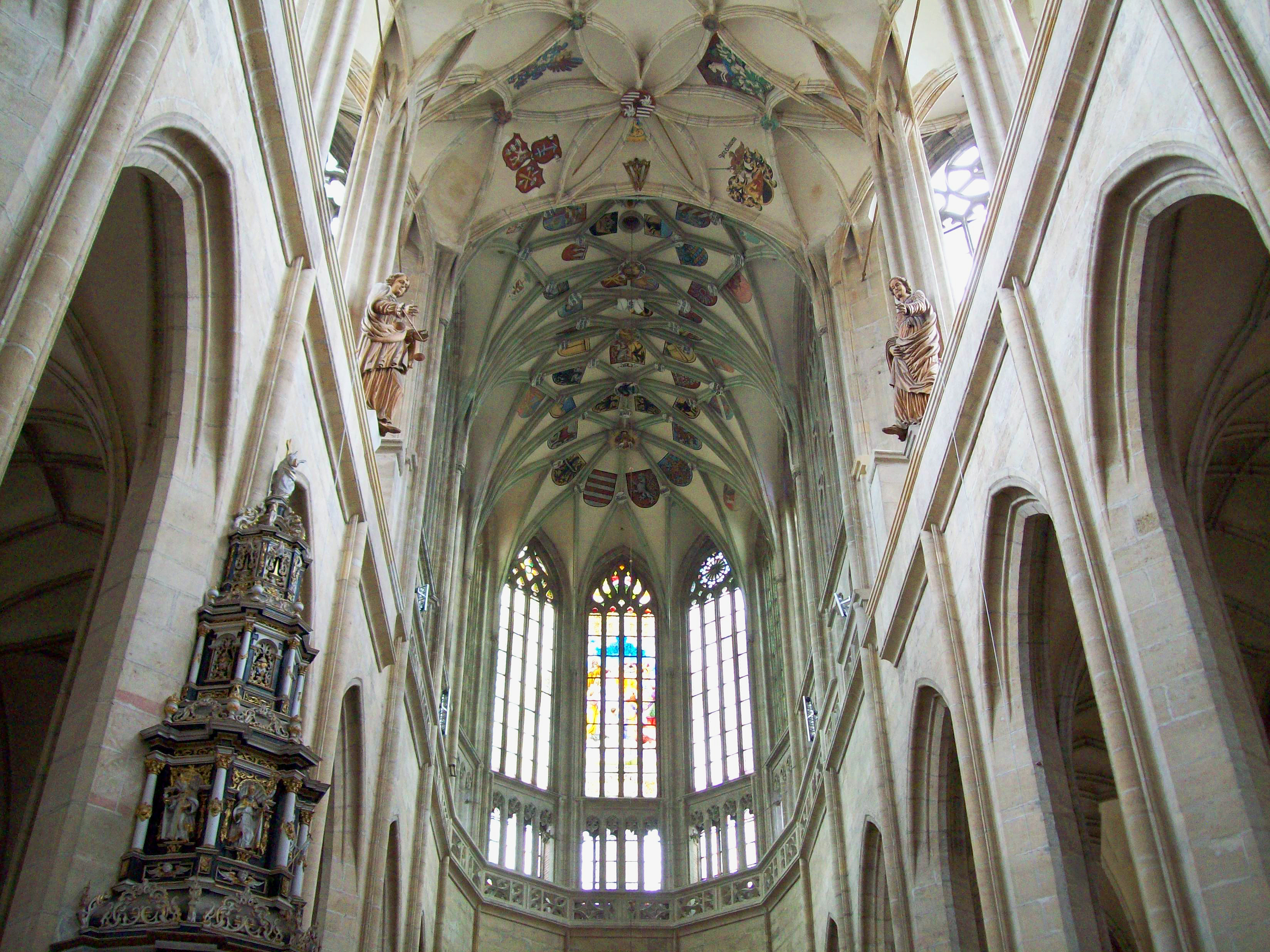
كنيسة سانت باربارا
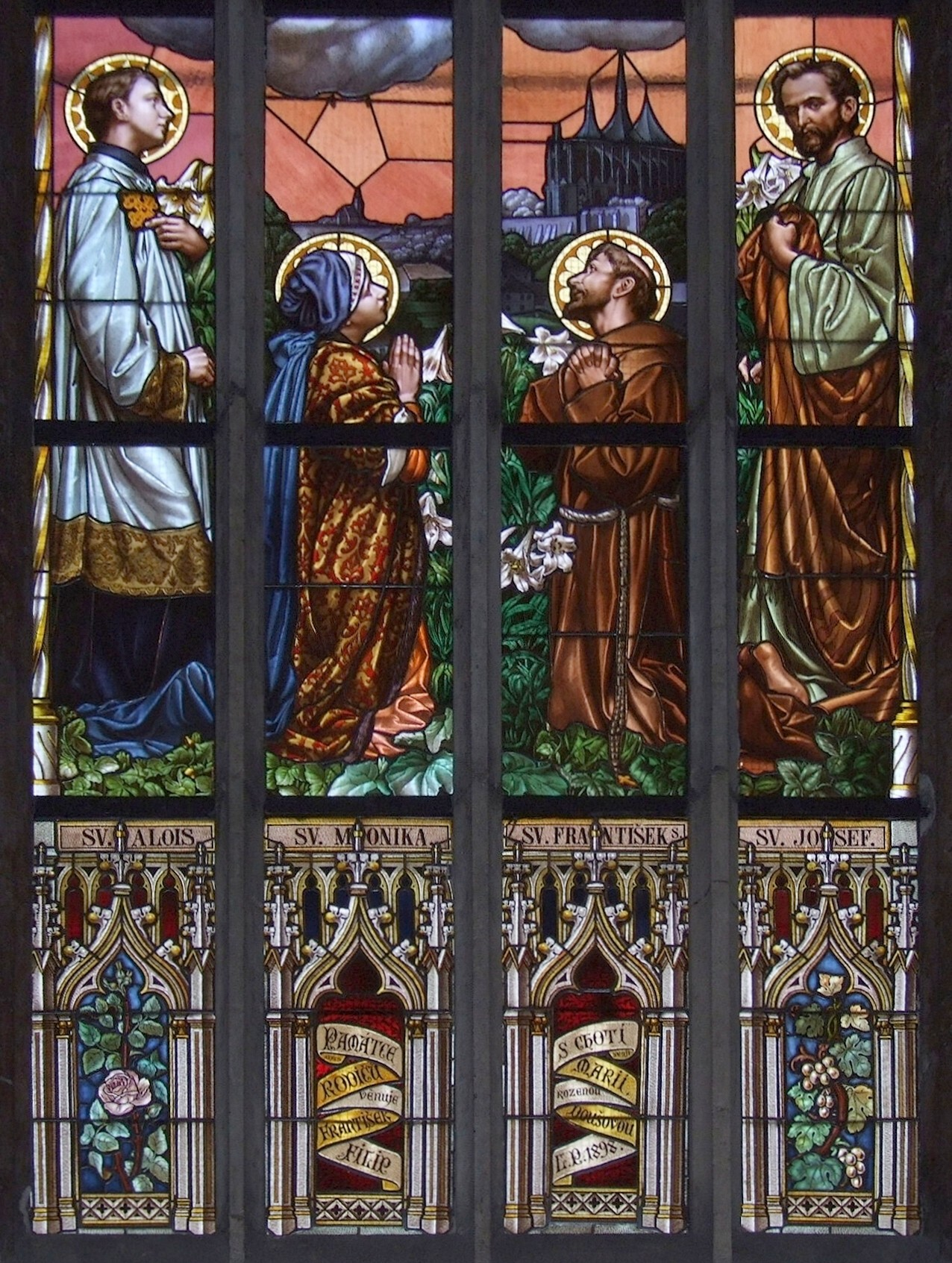
الزجاج المنقوش في كنيسة سانت باربارا
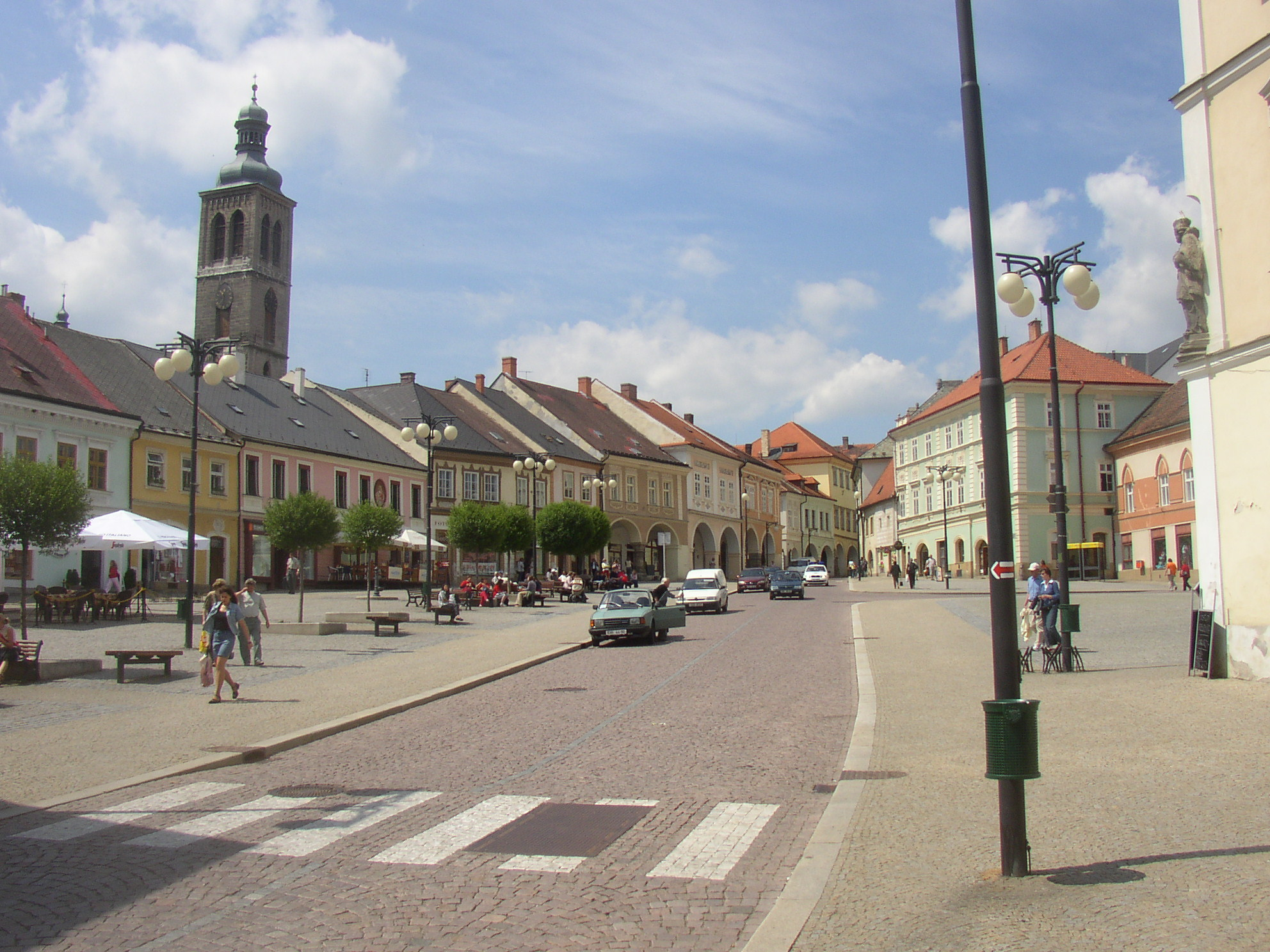
ساحة بالاكهو
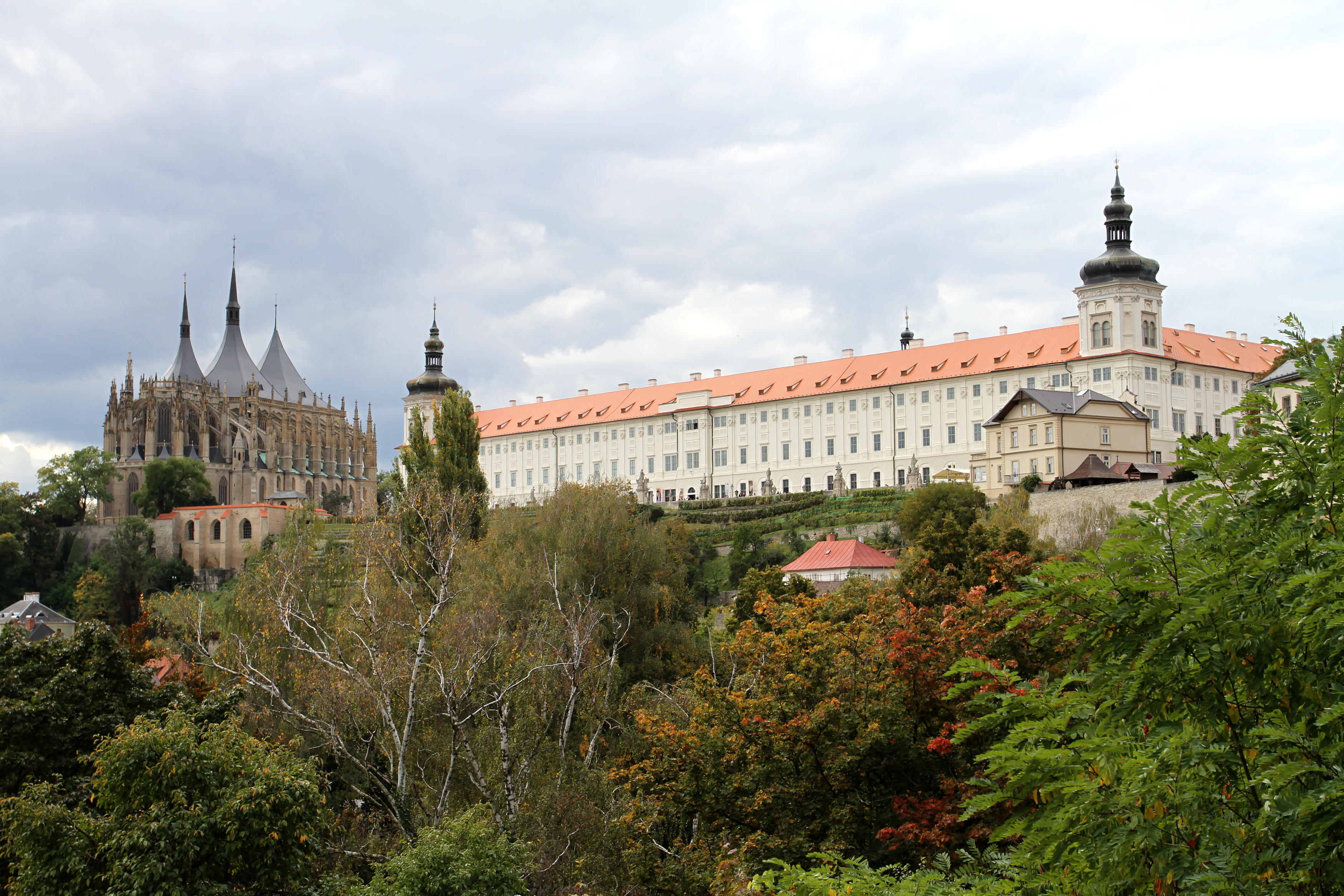
كنيسة سانت باربارا و الكلية اليسوعية
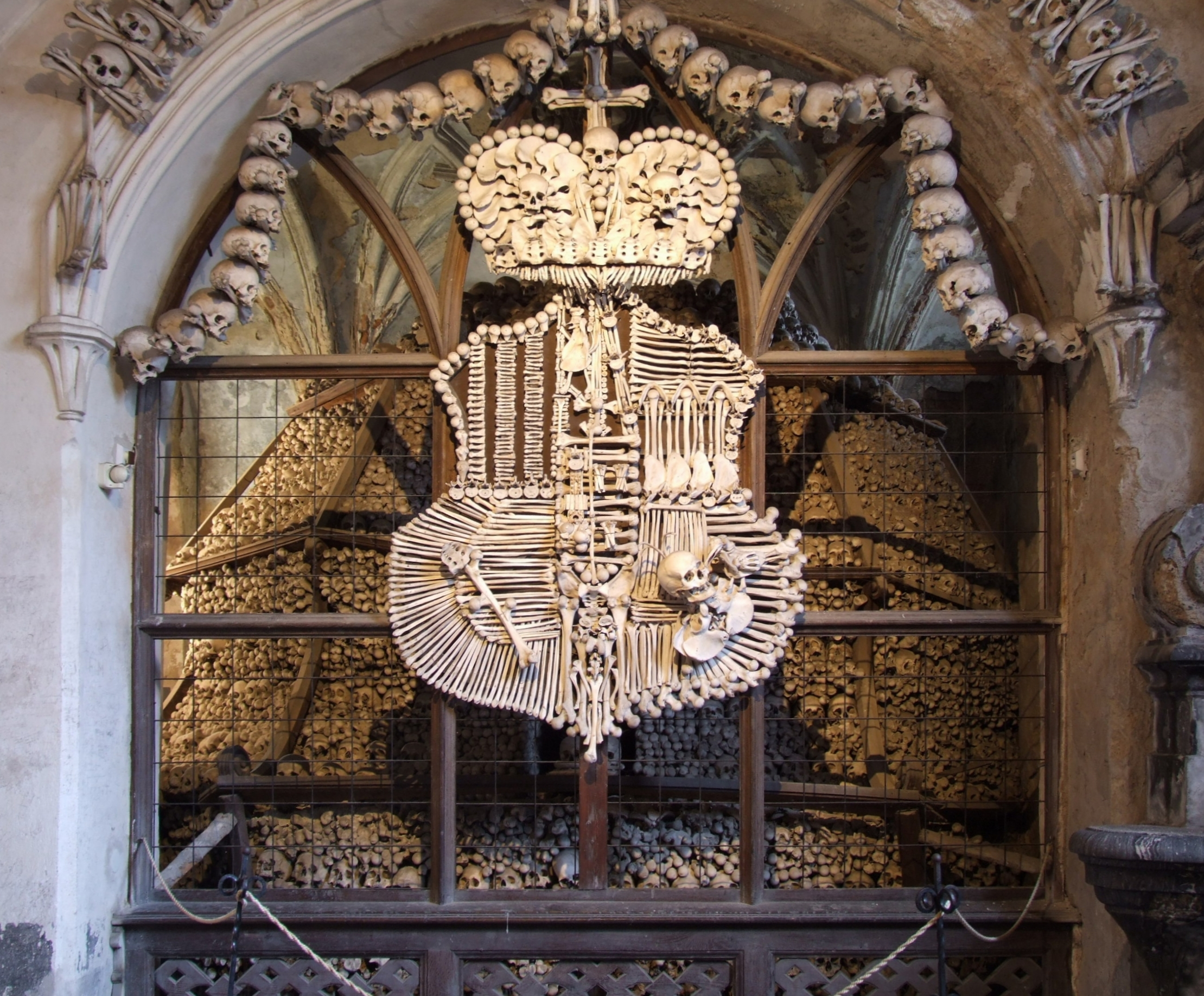
عظام داخل كنيسة سيدليك
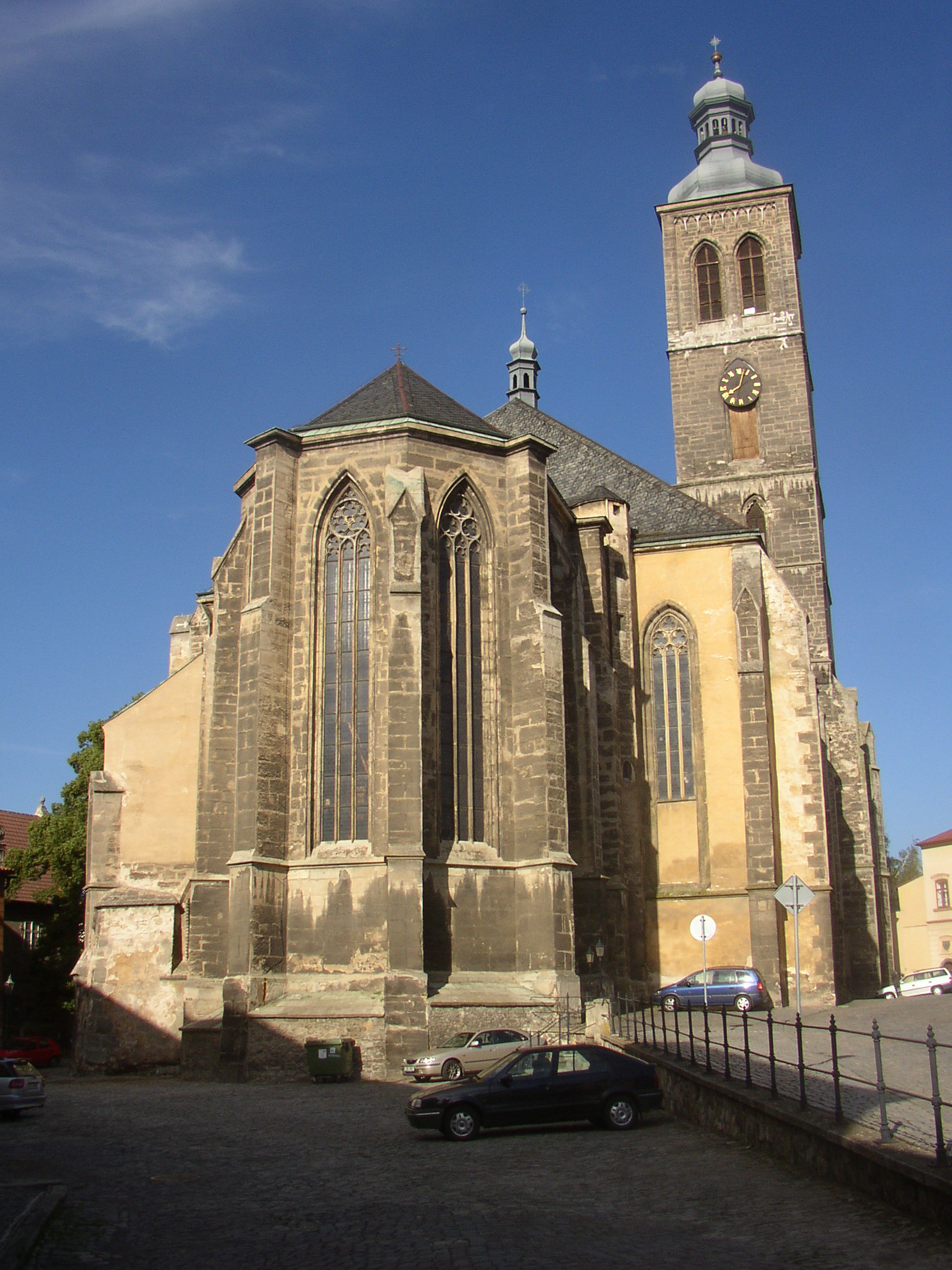
كنيسة سانت جيمس
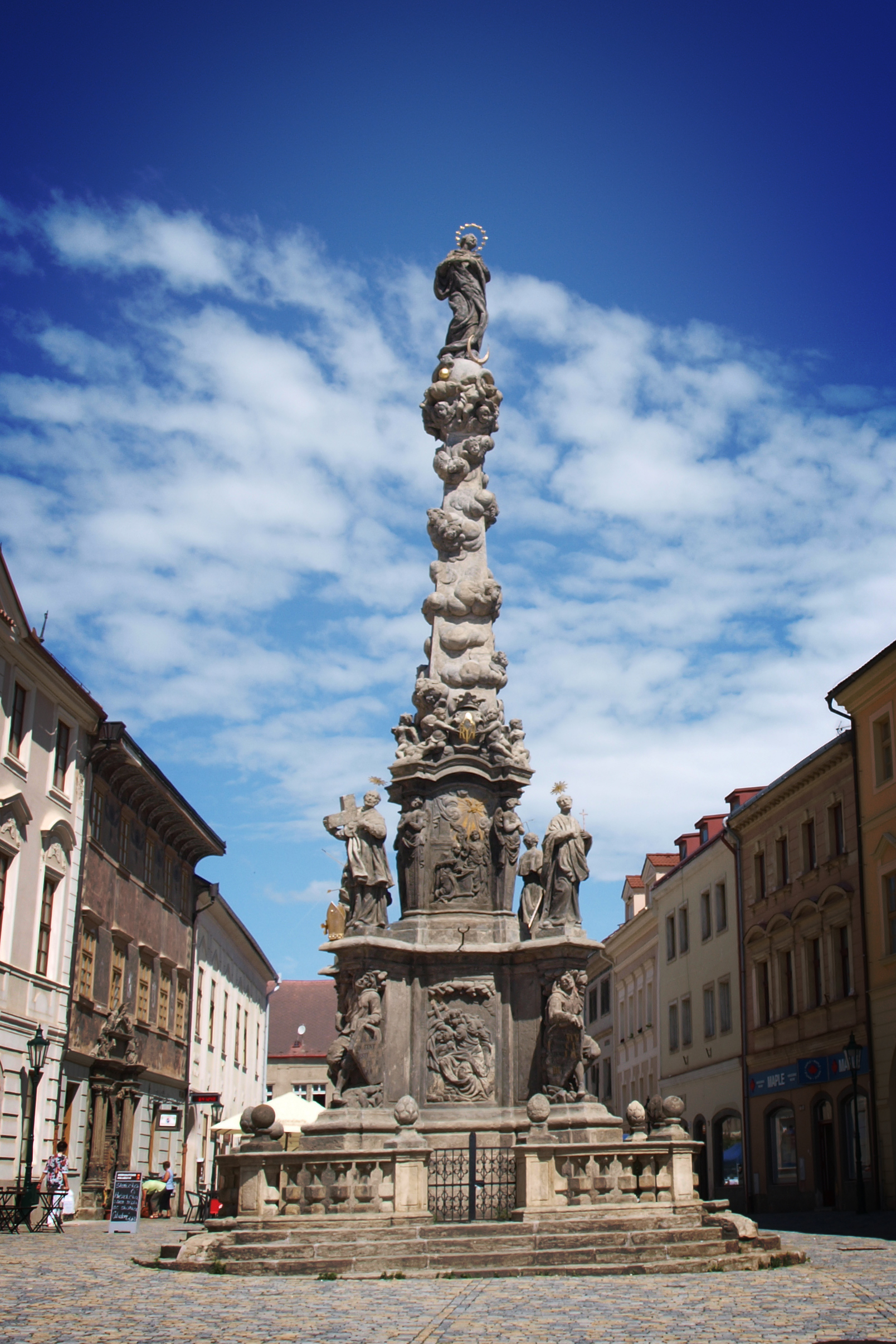
نصب تذكاري عن الموت الأسود

## أعلام
- فرانتيسيك زلينكا
- كارل دومين

## اقرأ أيضاً
- مقاطعة كوتنا هورا